# Пенчо Димитров
Пенчо Димитров е български учител в Габрово от края на XIX и началото на XX век.

## Биография
Пенчо Димитров завършва Габровската гимназия през 1888 г., след което следва история в София. Той е първият висшист от родното си село Караарнаут, завършвайки втория випуск на Висшето училище в София. Учителства в Габровската гимназия, където по-късно става директор, която длъжност изпълнява до пенсионирането си. Пенчо Димитров е инициатор за преименуването на родното си селото в Голям извор през 1934 г. Негова е и заслугата за написването на книга с историко-географско описание за селото, издадена през 1945 г..